# Herbert W. Marsh
Herbert W. Marsh (Herbert Warren Marsh; * 29. Oktober 1946 in Gouverneur, New York) ist ein Pädagogischer Psychologe, der Forschungen zum Selbstkonzept, zur Motivation und zur Beurteilung der Wirksamkeit von Unterricht durch Universitätsstudenten veröffentlichte. Bekannt ist seine Begriffsschöpfung vom Fischteicheffekt für schulische Leistungen.

## Leben und Wirken
Marsh absolvierte ein Bachelor- und Master-Studium an der Indiana University und wurde 1974 an der University of California, Los Angeles promoviert. Er wurde darauf Leiter des Bereichs Evaluation Research Services an der University of Southern California und wechselte 1980 nach Australien, um eine Fakultät an der Universität Sydney zu leiten. Er schloss sich dann der University of Western Sydney an, wo er das Forschungszentrum für Selbstkonzeptverbesserung und Lernförderung (SELF) gründete. Im Jahr 2006 wurde Marsh Professor an der Universität von Oxford. Nach der Pensionierung im Jahr 2011 wurde Marsh 2014 an der Australian Catholic University am Institute for Positive Psychology and Education tätig. Marsh gehört zu den meistzitierten Forschern auf seinem Gebiet.
In Deutschland erforschte er die Wirkungen der Schulumstellungen nach 1990 auf das Schülerselbstkonzept.

## Schriften
- Frederic Guay u. a. (Hrsg.): Self-concept, motivation and identity : underpinning success with research and practice. Charlotte, NC 2015, ISBN 978-1-68123-169-3.
- mit Olaf Köller, Jürgen Baumert (2001). Reunification of East and West German school systems: Longitudinal multlevel modeling study of the big-fish-little-pond effect on academic self-concept. American Educational Research Journal, 38, 321–350.